# Зворник
Зво́рник (босн. Zvornik, серб. Зворник / Zvornik, хорв. Zvornik) — город в Боснии и Герцеговине. Расположен на северо-востоке страны, на левой стороне реки Дрине являющейся границей с Сербией, к югу от Биелины; административный центр общины Зворник. Относится к энтитету Республике Сербской в составе Боснии и Герцеговины. Напротив, на правой стороне реки Дрина, в расположен город Малый Зворник, относящийся к государству Республика Сербия.
Старое название (до 1519 года) — Звоник (Звоньникъ), которое происходит от сербохорв. zvono, zvoniti — «колокол, звонить» (вероятно, того же происхождения, что и Звониград). В прошлом также — Изворник.

## История

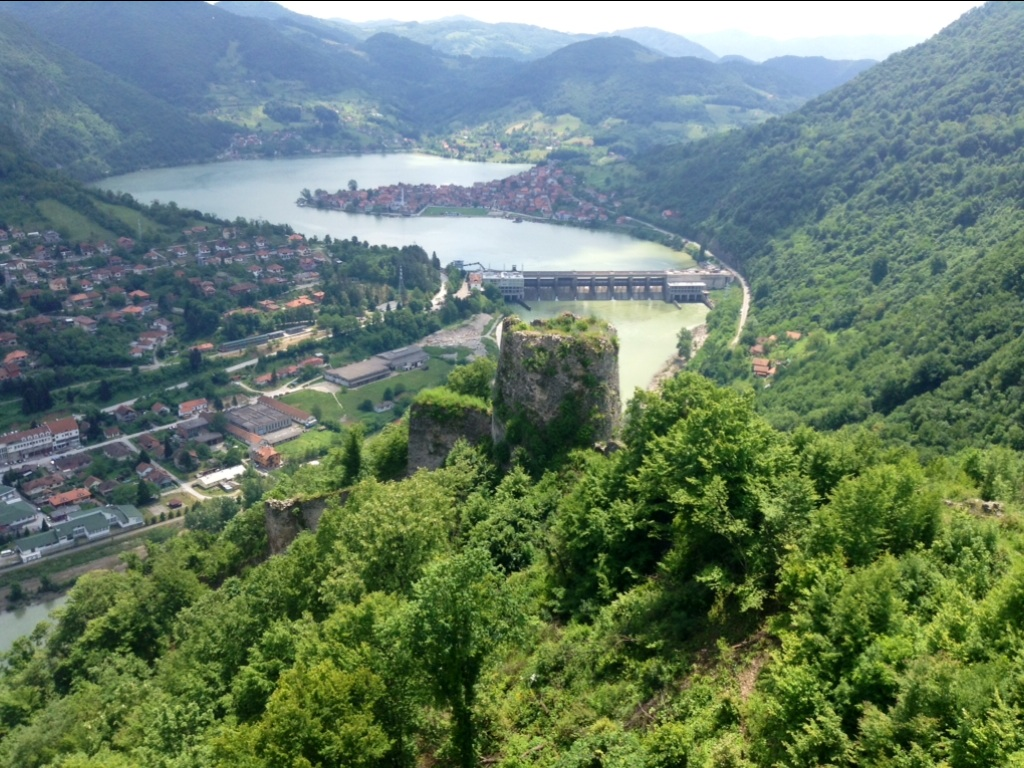
Вид на Малый Зворник со Зворникской крепости

Вблизи Зворника сохранились следы римских каменоломен I—V веков, крупнейших на Балканах.
Зворникская крепость была, вероятно, построена в XII или XIII веке. Зворник, под названием «Джурджевград» или «Кула град», впервые упоминается как собственность боснийской средневековой феодальной семьи Златоносовичей в 1410 году, когда в этом районе находился венгерский король Сигизмунд.  С 1433 по 1459 годы находился в составе Сербии. В Средние века этот сильный город считался «ключом» реки Дрины: он защищал дороги, ведущие к Сребренице и вглубь страны. Город являлся одним из крупнейших центров торговли внутри Боснии. В нём, как и в некоторых других городах Боснии, находилась колония дубровчан. Подградье Зворника было связано крепостной стеной с основной башней, расположенной на высокой горе Велавнике. Захвачен турками во время завоевания ими Боснии в 1463 году. 8 октября 1464 года Зворник был осаждён венгерским королём Матьяшем I с войском в 26—30 тысяч воинов. Безуспешное обстреляв город из пушек, венгры отступили 9 ноября того же года. Турки разделили город на Верхний и Нижний, на месте подградья вырос город. По данным турецкого путешественника Эвлии Челеби, два города управлялись одним диздаром, а стража состояла из 150 человек. В XVI—XVII веках Зворник на время утратил своё стратегическое значение. Во время Великой Турецкой войны, в 1688 году город был взят австрийцами: четыре тысячи горожан бежали в Сараево. После отступления австрийского войска беженцы вернулись в родной город. После заключения Карловицкого мира город был отреставрирован. Впоследствии произошло ещё две осады, но они оказались безуспешными. В конце XVIII века Зворник превратился в самый мощный город Боснии. В 1838 году Зворник защищали 70 пушек. Турецкий гарнизон просуществовал до оккупации Боснии Австро-Венгрией в 1878 году, после чего его сменил австрийский гарнизон, который покинул город с распадом Австро-Венгрии в 1918 году.
В 1943 году произошла битва за Зворник, в результате которой было убито 400 вражеских солдат. Война в Боснии и Герцеговине в Зворнике (Зворникская резня) началась 8 апреля 1992 года, когда в городе и его окрестностях велись бои между сербами и мусульманами. 27 апреля 2015 года был совершён террористический акт.

## Население
Численность населения города по переписи 2013 года составила 12 674 человека, общины — 63 686 человек.
| Население | 1971           | 1981           | 1991           |
| --------- | -------------- | -------------- | -------------- |
| Всего     | 8538 (100 %)   | 12 147 (100 %) | 14 584 (100 %) |
| Сербы     | 2424 (28,39 %) | 3491 (28,74 %) | 4235 (29,04 %) |
| Босняки   | 5736 (67,18 %) | 6686 (55,04 %) | 8854 (60,71 %) |

## Экономика и транспорт

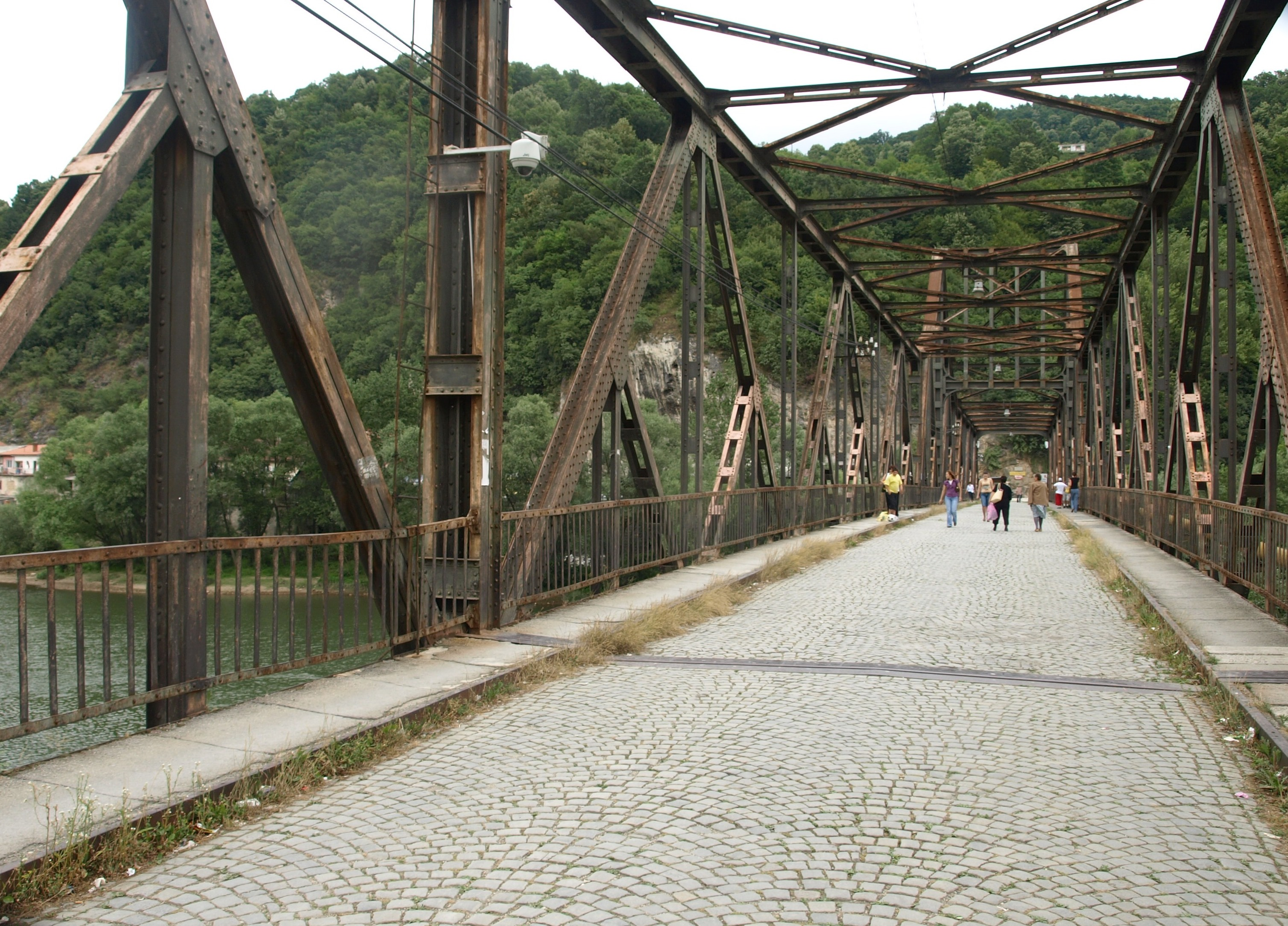
Старый мост, соединяющий Зворник и Мали-Зворник

Промышленное производство Зворника и его окрестностей состоит из предприятий пищевой и обувной промышленности, дерево- и металлообработки, глинозёмного завода. Вблизи города находится озеро Зворницкое со Зворникской гидроэлектростанцией, построенной в 1955 году. Через Зворник проходит магистральный газопровод, соединяющий Боснию и Герцеговину с газотранспортной системой Европы и России. В 2012 году общину Зворник посетило около четырёх тысяч туристов, около 6 тысяч останавливались на ночь.
В черте города имеется Старый мост — пограничный переход, связывающий Зворник в сербским городом Мали-Зворник на противоположном берегу Дрины. Через город проходит магистральная автомобильная дорога M19, связывающая Зворник с Сараевом. Автомобильная связь с северными районами Боснии и Сербией осуществляется через северный пригород — Каракай.
В Каракае находится железнодорожная станция Зворник, связанная с Тузлой и железными дорогами Сербии. Ближайший международный аэропорт — «Тузла», удалён на расстоянии 47 км; аэропорт «Сараево» — 140 км.

## Культура и спорт
В Зворнике ежегодно со 2 по 8 августа проводится культурное мероприятие «Зворникское лето», основные события которого проходят на городском пляже.
В городе базируется футбольный клуб «Дрина», выступающий в Первой лиге Республики Сербской по футболу. Также есть баскетбольный клуб «Дрина».